# Plounéour-Ménez
Plounéour-Ménez (tiếng Breton: Plouneour-Menez) là một xã của tỉnh Finistère, thuộc vùng Bretagne, miền tây bắc Pháp.

## Dân số
Người dân ở Plounéour-Ménez được gọi là Énéouriens.